# Mwengemshindo
Mwengemshindo ist ein Verwaltungsbezirk (Ward) des Distrikts Songea (MC) in der tansanischen Region Ruvuma.

## Geografie
Mwengemshindo liegt im Südwesten von Tansania etwa 10 Kilometer nordwestlich des Stadtzentrums der Regionshauptstadt Songea. Der Bezirk grenzt im Norden an Mpandangindo, im Nordosten an Mshangano, im Osten an Msamala, im Süden an Ruhuwiko und im Westen an Lilambo. Bei der Volkszählung 2022 lebten 4539 Menschen in 1132 Haushalten auf einer Fläche von 27 Quadratkilometern.

## Gliederung
Der Bezirk besteht aus zwei Stadtteilen (Mtaa):
- Ruhila Kati
- Mwengemshindo

## Infrastruktur
- Bildung: Im Bezirk liegt eine weiterführende Schule.[8] Die Luwawasi Secondary School ist eine staatliche Schule, die über 400 Jugendliche bis zur 4. Stufe ausbildet.[9]
- Gesundheit: Die staatliche Apotheke im Bezirk führt auch kleine chirurgische Eingriffe durch.[10] Im Jahr 2024 wurde mit dem Bau eines Krankenhauses begonnen.[11]